# Pachycerosia bipuncta
Pachycerosia bipuncta är en fjärilsart som beskrevs av George Francis Hampson 1900. Pachycerosia bipuncta ingår i släktet Pachycerosia och familjen björnspinnare. Inga underarter finns listade i Catalogue of Life.